# Sói Á Âu
Sói Á Âu (Canis lupus lupus), cũng gọi là sói thông thường hoặc sói rừng Trung Nga, là một phân loài của sói xám đặc hữu ở châu Âu và rừng và thảo nguyên của Liên Xô cũ. Chúng đã từng phổ biến rộng rãi khắp châu Âu trước thời Trung Cổ. Ngoài một bản ghi cổ sinh vật học và di truyền học rộng lớn, các ngôn ngữ Ấn-Âu thường có một vài từ cho sói, do đó chứng thực sự phong phú và ý nghĩa văn hóa của loài động vật này. Phân loài này đã được coi trọng cao trong các nền văn hóa Baltic, Celtic, Slavic, Thổ Nhĩ Kỳ, Hy Lạp cổ đại, La Mã cổ đại và Thracia, trong khi có danh tiếng thương ghét lẫn lộ trong các nền văn hóa sớm của Đức.
Đây là loài sói xám Cựu Thế giới lớn nhất, cân nặng trung bình 39 kg ở châu Âu; tuy nhiên, những cá thể đặc biệt lớn đã cân nặng giữa 69–79 kg, mặc dù điều này thay đổi theo vùng. Lông của chúng tương đối ngắn và thô, và thường có màu vàng nâu, với màu trắng trên cổ họng chỉ kéo dài đến má. chứng nhiễm hắc tố, chức hắc tố và chứng màu đỏ đặc biệt ở phân loài sói xám này rất hiếm, và chủ yếu là kết quả của lai chó sói. Tiếng hú của con sói Á Âu được kéo dài hơn nhiều và du dương hơn so với phân loài sói xám Bắc Mỹ, có tiếng hú to hơn và có trọng tâm mạnh hơn về âm tiết đầu tiên. Tuy nhiên, cả hai đều có thể hiểu lẫn nhau, như những con sói Bắc Mỹ đã được ghi lại để đáp ứng với tiếng hú kiểu châu Âu do các nhà sinh vật học tạo ra.
Nhiều quần thể chó sói châu Âu buộc phải sống chủ yếu bằng gia súc và rác thải ở những khu vực có hoạt động dày đặc của con người, mặc dù trong tự nhiên, động vật móng guốc như nai sừng tấm, hươu đỏ, hoẵng châu Âu và lợn rừng vẫn là nguồn thực phẩm quan trọng nhất cho sói ở Nga và các khu vực miền núi Đông Âu. Các loài mồi khác bao gồm tuần lộc, cừu Argali, mouflon, bò bison châu Âu, saiga, capra, sơn dương Chamois, dê hoang dã, hươu hoang và hươu xạ.